# Гадолиний
| 64        | Гадолиний |
| Gd157,25  |           |
| 4f75d16s2 |           |

Гадоли́ний (химический символ — Gd, от новолат. Gadolinium) — химический элемент 3-й группы (по устаревшей классификации — побочной подгруппы третьей группы, IIIB) шестого периода периодической системы химических элементов Д.И. Менделеева с атомным номером 64.
Относится к семейству «Лантаноиды».
Простое вещество гадолиний — это мягкий редкоземельный металл серебристо-белого цвета.

## История
Гадолиний открыт в 1880 году Жаном де Мариньяком, который спектроскопически доказал присутствие нового элемента в смеси оксидов редкоземельных элементов. Элемент был назван по имени финского химика Юхана Гадолина.

## Нахождение в природе
Кларк гадолиния в земной коре (по Тейлору) — 8 г/т, содержание в воде океанов — 2,4⋅10−6 мг/л.

### Месторождения
Гадолиний входит в состав руд семейства «Лантаноиды».

## Физические свойства
Полная электронная конфигурация атома гадолиния: 1s22s22p63s23p64s23d104p65s24d105p66s24f75d1.
Гадолиний — это мягкий, вязкий редкоземельный металл серебристо-белого цвета. Очень слабо радиоактивен по весьма долгоживущему изотопу 152Gd. Является ферромагнетиком, температура Кюри около 20 °C.
В природе в основном встречается в составе солей.

### Изотопы
Природный гадолиний состоит из шести стабильных изотопов (154Gd, 155Gd, 156Gd, 157Gd, 158Gd и 160Gd) и одного нестабильного 152Gd с очень большим периодом полураспада 1,08⋅1014 лет.

## Химические свойства
Химические свойства гадолиния схожи с другими лантаноидами.
Активно реагирует с соляной кислотой
{\displaystyle {\ce {2Gd + 6HCl = 2GdCl3 + 3H2 ^}}}.
Устойчив к щелочам.
С галогенами реагирует.
С серой реакция идет при нагреве.
На воздухе покрывается защитной пленкой из оксида, что предохраняет его от дальнейшего окисления

## Получение
Гадолиний получают восстановлением фторида или хлорида гадолиния(III) (GdF3, GdCl3) кальцием. Соединения гадолиния получают разделением оксидов редкоземельных металлов на фракции.

## Применение
Гадолиний постоянно открывает все новые и новые области своего применения, и в немалой степени это обусловлено не только особыми ядерно-физическими и магнитными свойствами, но и технологичностью. Основными областями применения гадолиния являются электроника и ядерная энергетика, а также широко применяется как парамагнитное контрастное вещество в медицине.

### Магнитные носители информации
Ряд сплавов гадолиния и особенно сплав с кобальтом и железом позволяет создавать носители информации с колоссальной плотностью записи. Это обусловлено тем, что в этих сплавах образуются особые структуры — ЦМД — цилиндрические магнитные домены, причём размеры доменов менее 1 мкм, что позволяет создавать носители памяти для современной компьютерной техники с плотностью записи 1—9 миллиардов бит (0,1…1 ГБайт) на 1 квадратный сантиметр площади носителя.

### В медицине
Гадолиний-153 используется в качестве источника излучения в медицине для диагностики остеопороза.
Хлорид гадолиния применяется для блокады клеток Купфера при лечении печени.

#### Контрастирование при МРТ
Гадолиний является основой парамагнитных контрастных веществ при магнитно-резонансной томографии. Контрастный препарат, например гадодиамид, представляет раствор водорастворимой соли, который вводится внутривенно и накапливается в областях с повышенным кровоснабжением (например, злокачественных опухолях). Из-за содержания редкоземельных элементов контрастное вещество относительно дорогое — цена одной дозы в 2010 году составляет 5-10 тыс. рублей. Ряд МРТ-исследований неинформативен без контрастного усиления. Первое парамагнитное контрастное вещество было создано фирмой Байер в 1988 году.
Другие препараты: гадопикленол.

### Лазерные материалы
Гадолиний применяется для выращивания методом Чохральского (вытягивание из расплава) монокристаллов гадолиний-галлиевого граната (ГГГ) и особенно гадолиний-галлий-скандиевого граната (ГГСГ), и др. Особые свойства ГГСГ позволяют на его основе изготавливать лазерные системы с предельно высоким КПД и сверхвысокими параметрами лазерного излучения. В принципе, ГГСГ на сегодняшний день является первым в достаточной степени изученным и имеющим отработанную технологию производства лазерным материалом — обладающим высоким КПД преобразования и пригодным для создания лазерных систем для инерциального термоядерного синтеза.
Ванадат гадолиния с ионами неодима и тулия применяется для производства твердотельных лазеров, применяемых для лучевой обработки металлов и камня, а также и в медицине.

#### Ультрафиолетовыйлазер
Использование ионов гадолиния для возбуждения лазерного излучения позволяет создать лазер, работающий в ближнем ультрафиолетовом диапазоне с длиной волны 310 нм.

### Ядерная энергетика
В ядерных технологиях ряд изотопов гадолиния нашли применение как поглотитель нейтронов теплового спектра. Сечение захвата нейтрона у природной смеси изотопов достигает 49 000 барн. Наивысшей способностью к захвату нейтронов обладает гадолиний-157 (сечение захвата — 254 000 барн). В современных ядерных реакторах гадолиний применяется как экранирующий выгорающий поглотитель, призванный продлить топливную кампанию реактора.
Растворимые соединения гадолиния интересны в установках переработки отработанного ядерного топлива для предотвращения образования в технологических установках зон с критическими массами делящегося вещества. На основе окиси гадолиния изготавливаются эмали, керамика и краски, используемые в ядерной отрасли. Сплав гадолиния и никеля применяется для изготовления контейнеров для захоронения радиоактивных отходов.
Оксид гадолиния используется для варки стекла, поглощающего тепловые нейтроны. Самый распространенный состав такого стекла: оксид бора — 33 %, оксид кадмия — 35 %, оксид гадолиния — 32 %.

### Термоэлектрические материалы
Теллурид гадолиния может работать как очень хороший термоэлектрический материал (термо-э.д.с. 220—250 мкВ/К).

### Сверхпроводники
В качестве одного из базовых компонентов входит в состав сверхпроводящей керамики с общей формулой RE-123, где RE обозначает редкоземельные металлы. Полная формула высокотемпературной сверхпроводящей керамики на основе гадолиния — GdBa2Cu3O7-δ, сокращенно — GdBCO. Температура сверхпроводящего перехода — около 94 К. Является одним из наиболее передовых ВТСП-материалов.

### Электронные пушки
Гексаборид гадолиния применяется для изготовления катодов мощных электронных пушек и рентгеновских установок, ввиду самой маленькой работы выхода из всех боридов редких земель — его работа в 2,05 эВ сравнима с работой выхода щелочных металлов (калий, рубидий, цезий).

### Металлогидриды для храненияводорода
Сплав гадолиний-железо применяется как очень ёмкий аккумулятор водорода, и может быть применен для водородного автомобиля.

### Получение сверхнизких температур
Сплав гадолиния, германия, кремния и небольшого количества железа (1 %) применяется для производства магнитных холодильников (на основе гигантского магнитокалорического эффекта).
Чистый гадолиний имеет максимальное значение магнитокалорического эффекта в точке Кюри (около 290 K) порядка 4,9 С при адиабатическом намагничивании полем 20 кЭ. Также особый интерес в последние годы привлекает к себе сплав гадолиний — тербий (монокристаллический).

### Легирование титановых сплавов
Некоторое количество гадолиния постоянно расходуется для производства специальных титановых сплавов (повышает предел прочности и текучести при легировании уже около 5 % гадолинием).

## Биологическая роль
Гадолиний является ингибитором механочувствительных ионных каналов, обратимо блокирует их в микромолярных концентрациях. Также он может блокировать и некоторые другие ионные каналы.

## Цены
Цены на металлический гадолиний чистотой 99,9 % в конце 2014 года составили 132,5 долл. США за 1 кг.